# Desmond Gemert
Desmond Arthur Gemert (Amsterdam, 29 september 1964) is een Nederlands voormalig profvoetballer.
Gemert kwam als verdediger half 1982 samen met coach Tonny Bruins Slot van het in mei 1982 gefailleerde FC Amsterdam over naar stadsgenoot AFC Ajax. Daar kwam Gemert terecht in de A-jeugd. In zijn eerste seizoen debuteerde Gemert als basisspeler op 18-jarige leeftijd als linksback in een oefenwedstrijd tegen AS Roma in het eerste elftal onder trainer Aad de Mos (voorbereiding seizoen 1983/84: 12 augustus 1983, 1-3 thuisnederlaag), maar het zou nog tot 19 maart 1985 onder trainer Aad de Mos en zijn assistenten Spitz Kohn en Tonny Bruins Slot duren voordat Gemert in een officiële wedstrijd speelde in de hoofdmacht (half juni 1983 speelde Ajax ook een oefenwedstrijd tegen een Romeinse club: Lazio Roma-Ajax 3-1).. Zijn debuut in de beker tegen PSV ging echter met 2-0 verloren uit in Eindhoven. Een jaar later speelde hij voor het eerst in de basis van het eerste elftal van Ajax tegen FC Utrecht (6-4-1986, 3-0 thuiszege). Op die dag debuteerden ook Aron Winter en Erik Regtop als invallers bij de Amsterdamse club onder trainer Johan Cruijff. Toch redde Gemert het niet bij Ajax. Hij speelde in twee seizoenen slechts 11 wedstrijden voor de club.
Hij stapte in juli 1987 over naar NEC in Nijmegen, waar hij vier jaar lang de rechtsbackpositie invulde en waarvoor 1 goal scoorde in de 2-1 verloren wedstrijd in De Kuip tegen Feijenoord.De vier seizoenen in Nijmegen kenmerkten zich door periodes van degradatie en promotie. Aan het einde van zijn laatste seizoen degradeerde de club via de nacompetitie weer naar de eerste divisie. Door een andere nacompetitie zag Gemert zich in 1989 genoodzaakt om zich af te melden voor een wedstrijd met het Kleurrijk Elftal van Surinaamse voetballers. Hierdoor ontsnapte hij aan de SLM Ramp. Hij stopte op 27-jarige leeftijd met voetballen op het hoogste niveau; hij wilde terug naar Amsterdam maar kon niet goed aarden in de voetbalwereld. Hij speelde daarna op amateurniveau bij een serie clubs zoals FC De Sloterplas, FC Hilversum, Neerlandia en Stichtse Boys. Hij bouwde af in een lager team van AVV Sloterdijk.
Gemert werkte als barman, bij een uitvaartonderneming en zes jaar bij de gemeente. Uiteindelijk werd hij begeleider van jonge voetbaltalenten. Gemert heeft 3 kinderen. Hij speelde enkele keren bij het veteranenteam van Ajax, Lucky Ajax. Inmiddels werkt Gemert bij het GVB in Amsterdam en daarnaast als rapporteur voor het voetbalweekblad Voetbal International. Ook is hij sinds begin 2018 werkzaam als scout/spelersbegeleider voor het kantoor Futuralis in Cuijk.
Hij zet zich in voor de stichting MF Foundation (Geef Down de Toekomst) voor kinderen met het syndroom van Down.